# Jesenikia
Genre
Jesenikia est un genre de collemboles de la famille des Isotomidae.

## Distribution
Les espèces de ce genre se rencontrent en Europe.

## Liste des espèces
Selon Checklist of the Collembola of the World (version du 30 août 2019) :
- Jesenikia filiformis Rusek, 1997
- Jesenikia sensibilis (Cassagnau, 1959)

## Publication originale
- Rusek, 1997 : Jesenikia filiformis gen. n., sp. n. (Collembola: Isotomidae) from Czech Republic and Bulgaria. European Journal of Entomology, vol. 94, no 1, p. 115-120.